# Schulgasse 4, 5, 6, 7 (Bad Kissingen)

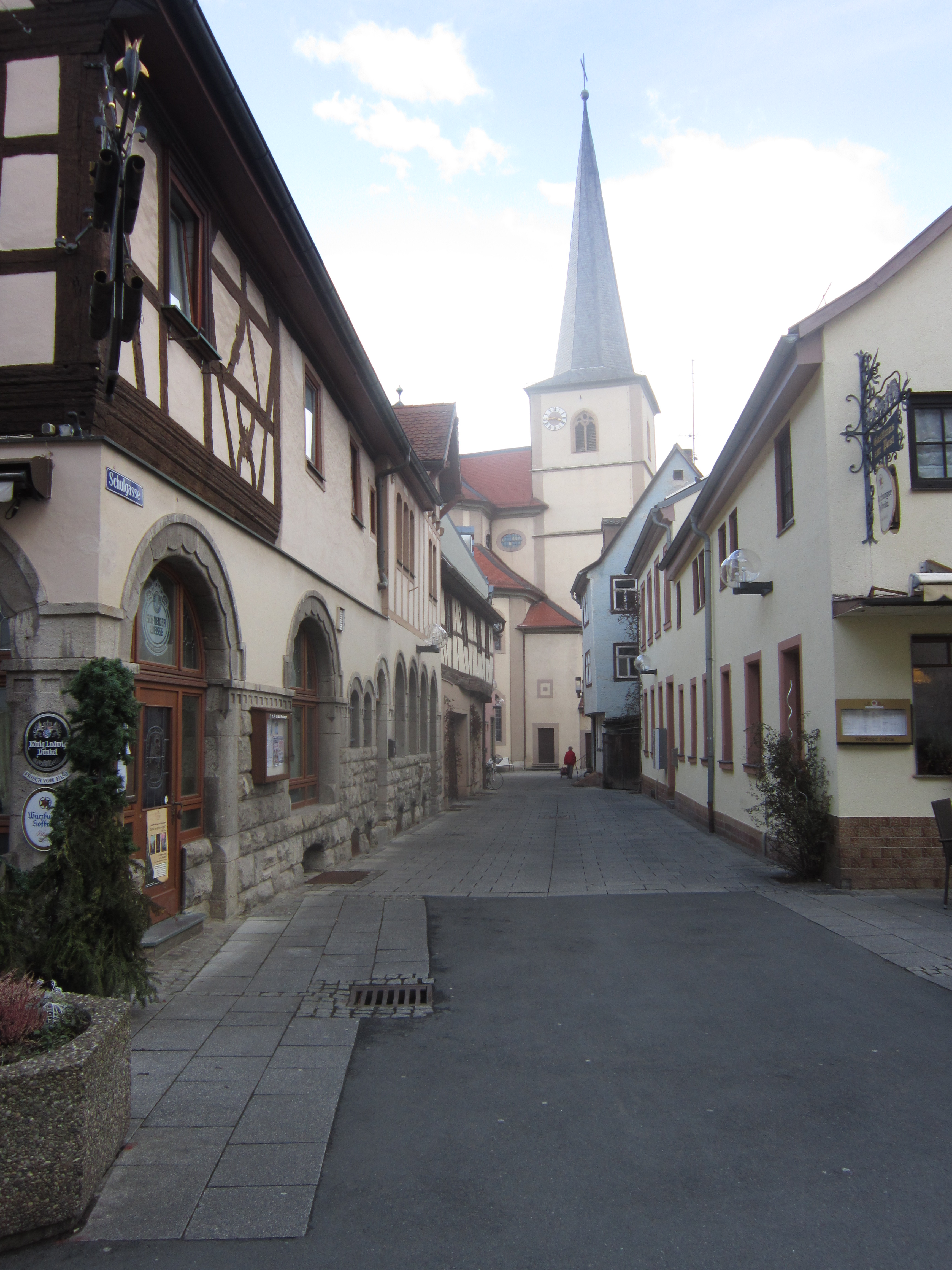
Schulgasse in Bad Kissingen

Die Wohnhäuserreihe Schulgasse 4, 5, 6 und 7 in Bad Kissingen, der Großen Kreisstadt des unterfränkischen Landkreises Bad Kissingen, gehört zu den Bad Kissinger Baudenkmälern und ist unter der Nummer D-6-72-114-95 in  der Bayerischen Denkmalliste registriert.

## Geschichte
Bei allen Wohnhäusern dieser im 17. oder 18. Jahrhundert entstandenen Hausreihe handelt es sich um klein parzellierte, ursprünglich eingeschossige Satteldachbauten mit massivem Erdgeschoss sowie einem Obergeschoss mit ausgeprägter Auskragung. Die verputzte Fassade der Häuser bestand ursprünglich aus Fachwerk. Die Häuser sind über kleine Treppen betretbar.
Haus Nr. 5 hat eine geschnitzte Biedermeier-Tür. Das Haus beherbergt seit 2004 ein Kunstatelier.
Die Häuser Nr. 6 und 7 wurden wahrscheinlich im Nachhinein um ein zweites Obergeschoss aufgestockt.

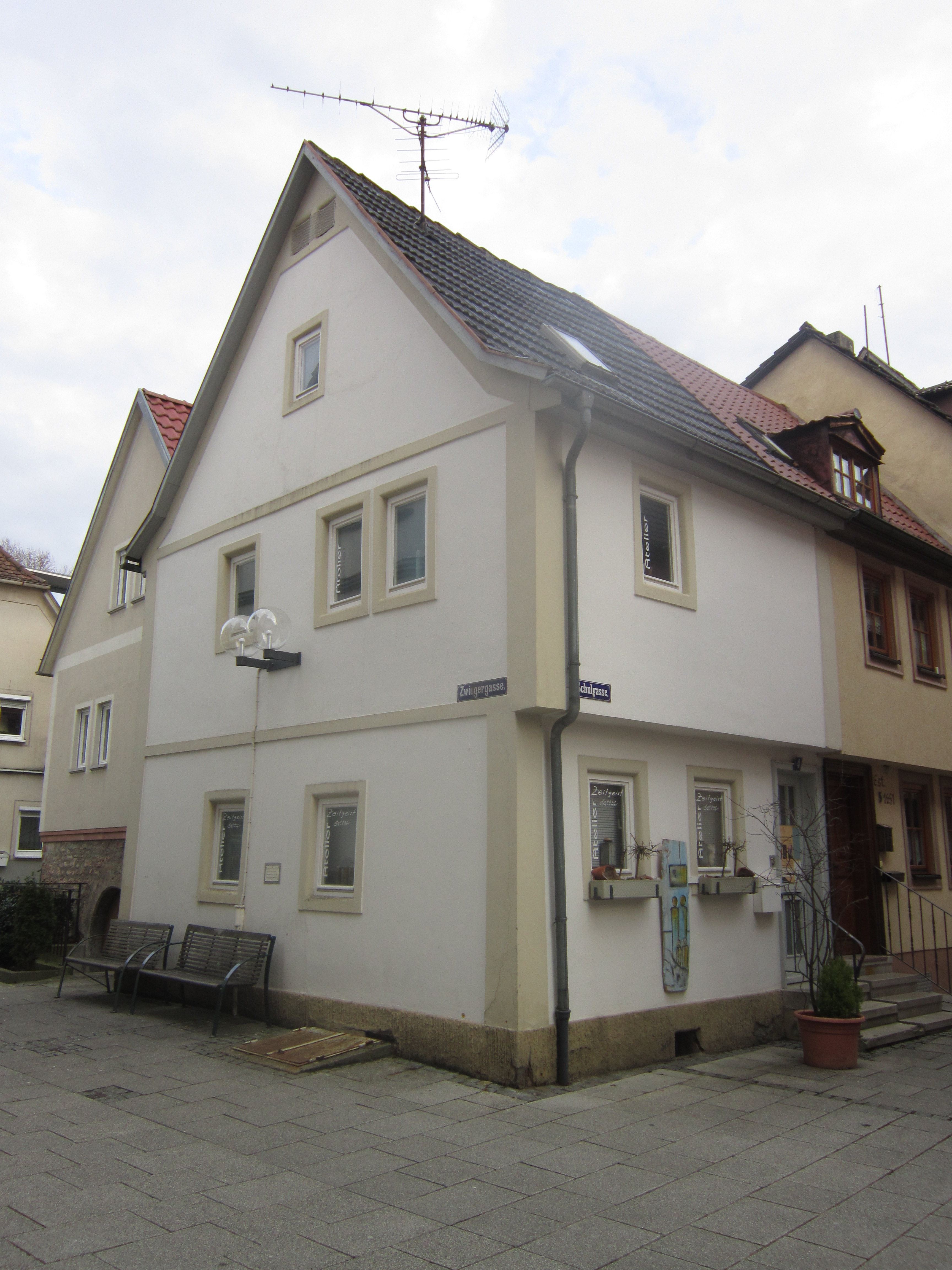
Schulgasse 4
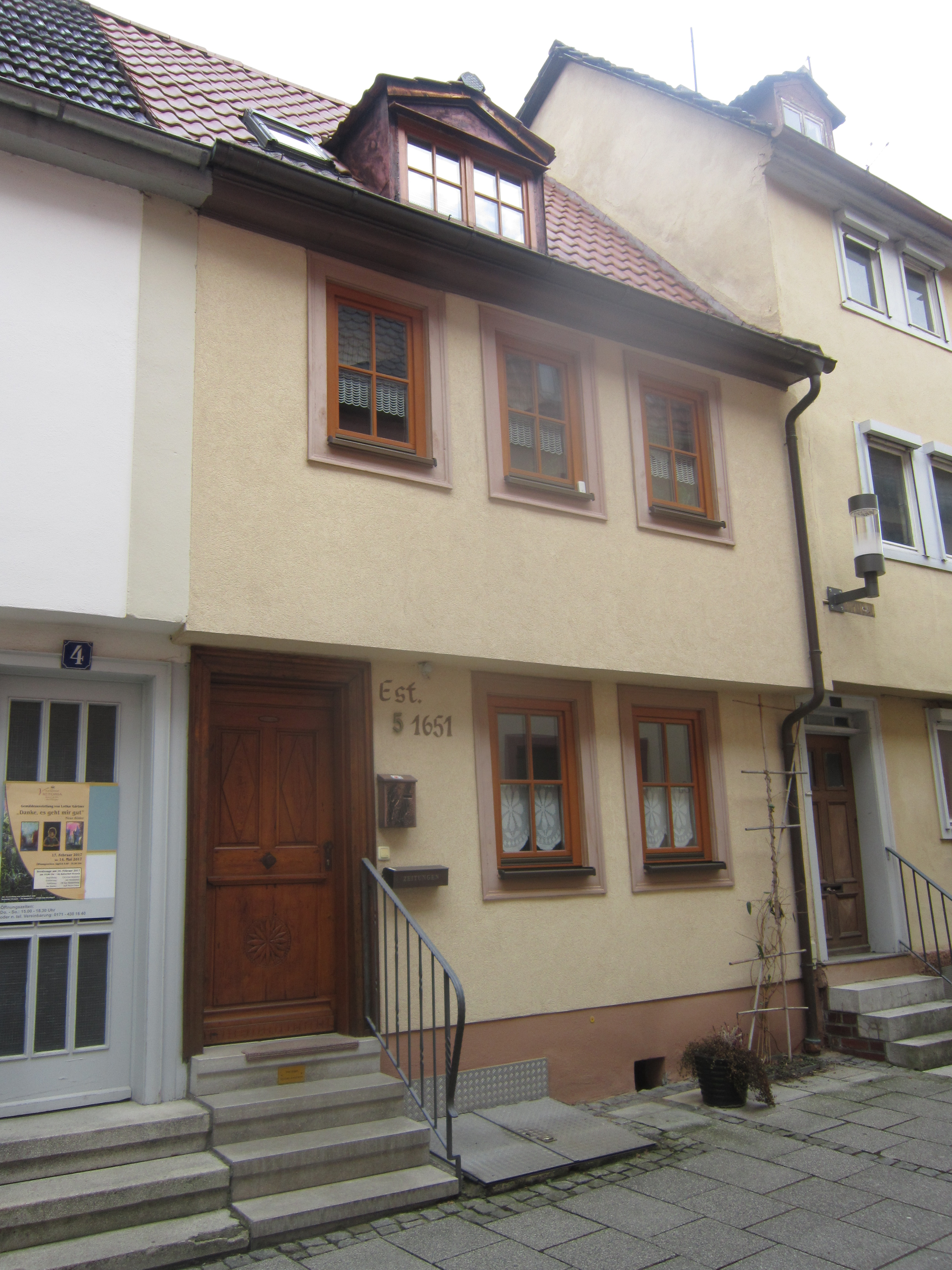
Schulgasse 5
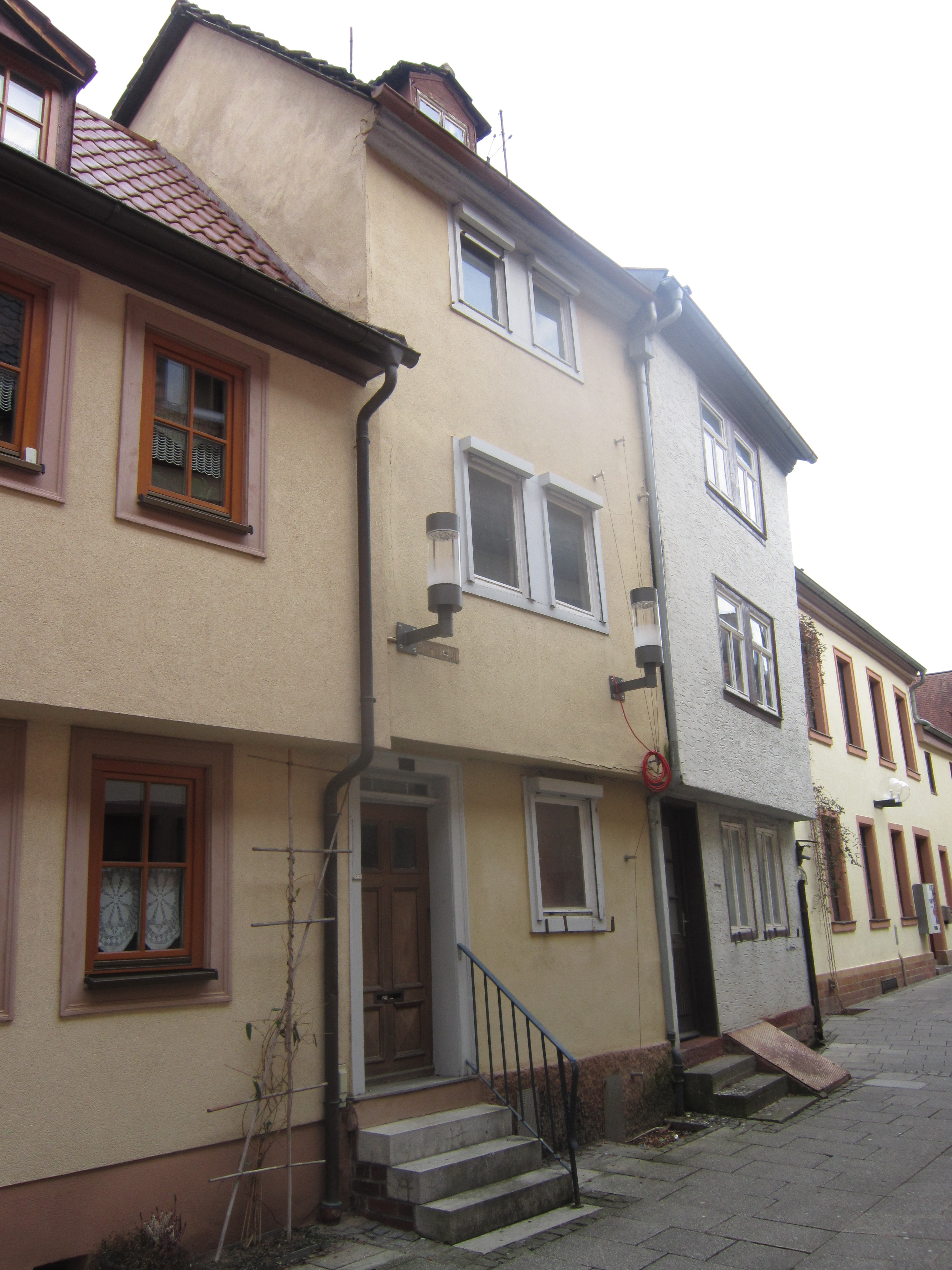
Schulgasse 6
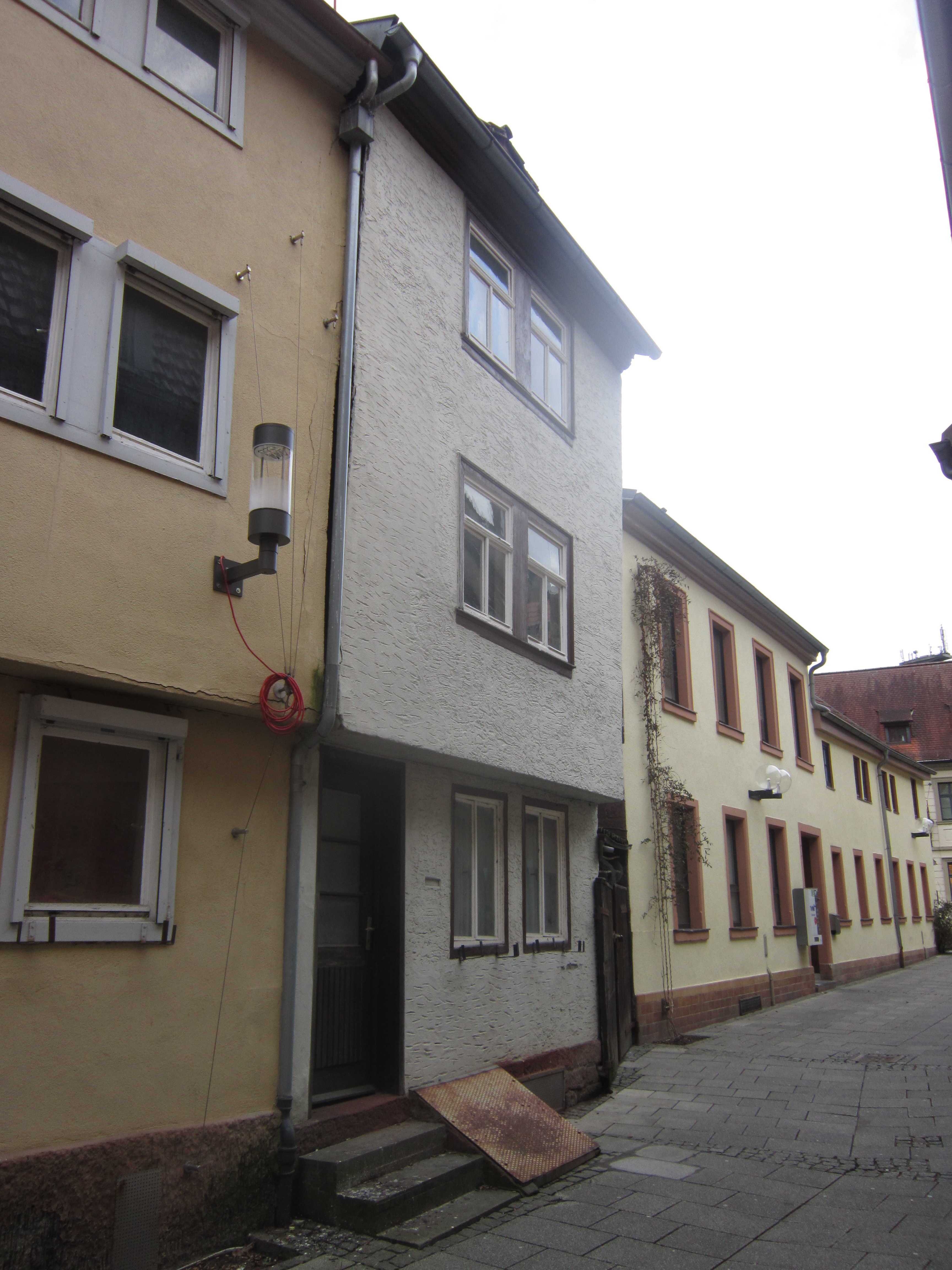
Schulgasse 7